# 46563 Oken
46563 Oken este un asteroid din centura principală de asteroizi.

## Descriere
46563 Oken este un asteroid din centura principală de asteroizi. A fost descoperit pe 12 septembrie 1991 la Tautenburg de Freimut Börngen și Lutz Dieter Schmadel. Asteroidul prezintă o orbită caracterizată de o semiaxă mare de 3,10 ua, o excentricitate de 0,19 și o înclinație de 19,5° în raport cu ecliptica.